# زارا (ملابس)
زارا (بالإنجليزية: ZARA)‏ هي سلسلة من المحلات التجارية التي تنتمي إلى المجموعة الإسبانية إندتكس   ويمتلك ماركات مثل ماسيمو دوتي (ماسيمو دوتي)، بول آند بر، أويشو، أوتيرك (Uterqüe)، ستراديفاريوس وبيرشكا. يقع مقر المجموعة في لاكورونيا جليقية، إسبانيا، حيث افتتح أول متجر زارا في عام 1975.فمن زعم أن زارا تحتاج أسبوعين فقط  لتطوير منتجات جديدة وسهولة الحصول عليها، إلى المستودعات، وبالمقارنة مع ستة أشهر في المتوسط والصناعة، وتطلق حوالي 10000 تصاميم جديدة كل عام.ولعل أكثر إستراتيجية غير عادية في سياستها هي سياسة اللا إعلان؛ في المقابل فضلت الشركة استثمار نسبة مئوية من العائدات في افتتاح متاجر جديدة بدلا منها.

## تاريخ الشركة

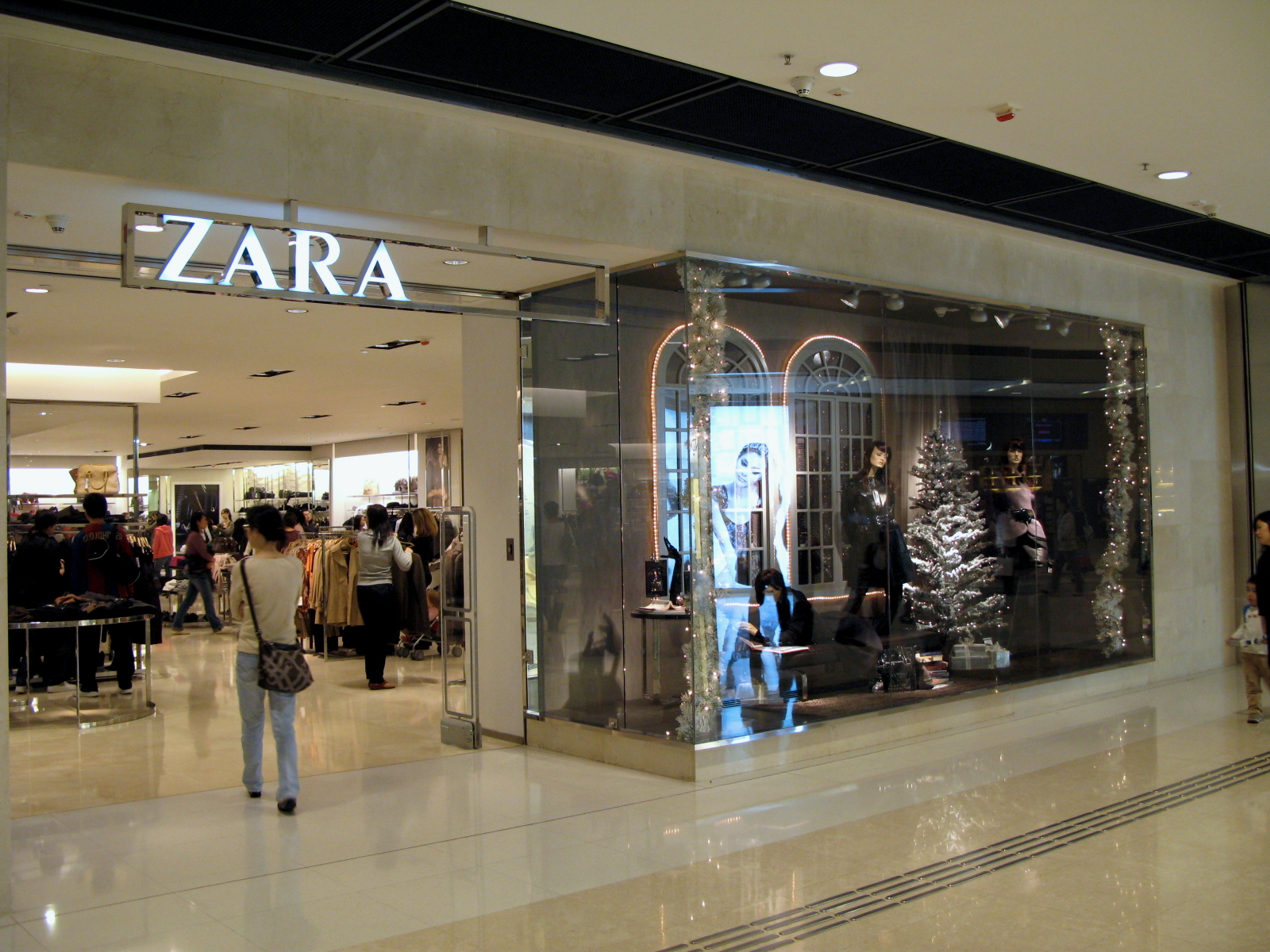
ألف متجر زارا مؤسسة التمويل الدولية (المركز المالي الدولي)، المركزية وهونغ كونغ (سنترال (هونغ كونغ)).

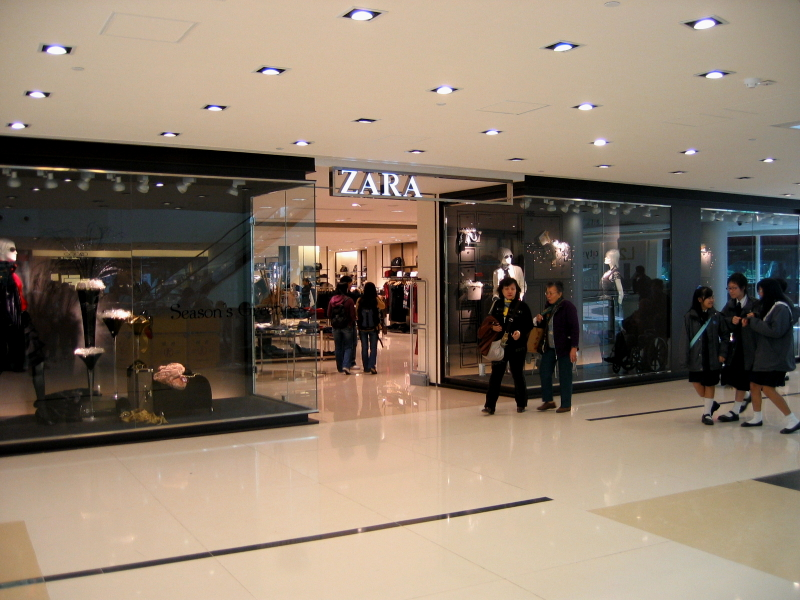
A Zara store in New Town Plaza (New Town Plaza), Shatin, Hong Kong (Shatin, Hong Kong).

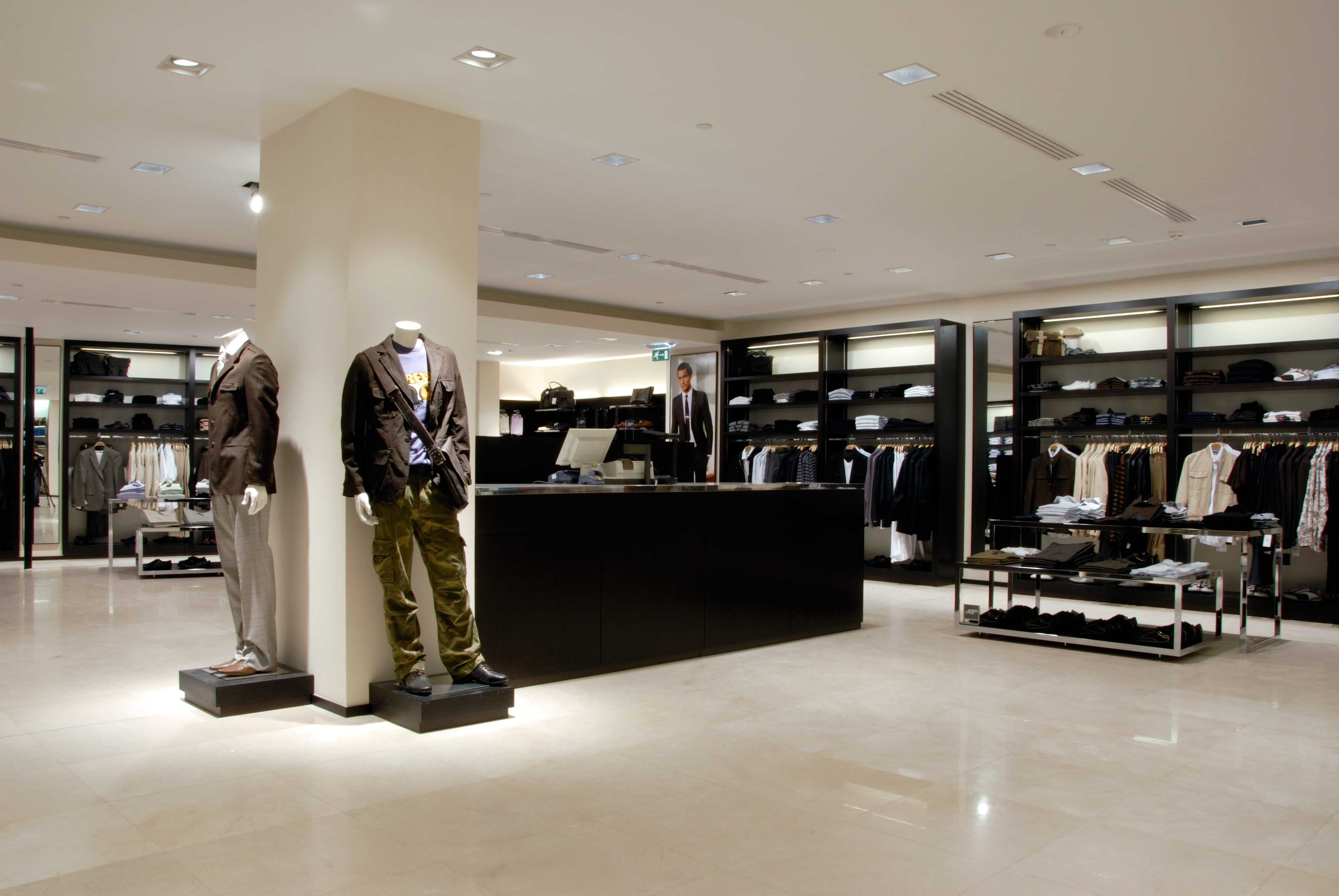
الفرع الرجالى يعد نموذجا لإدارة محل زارا. المير، هولندا.

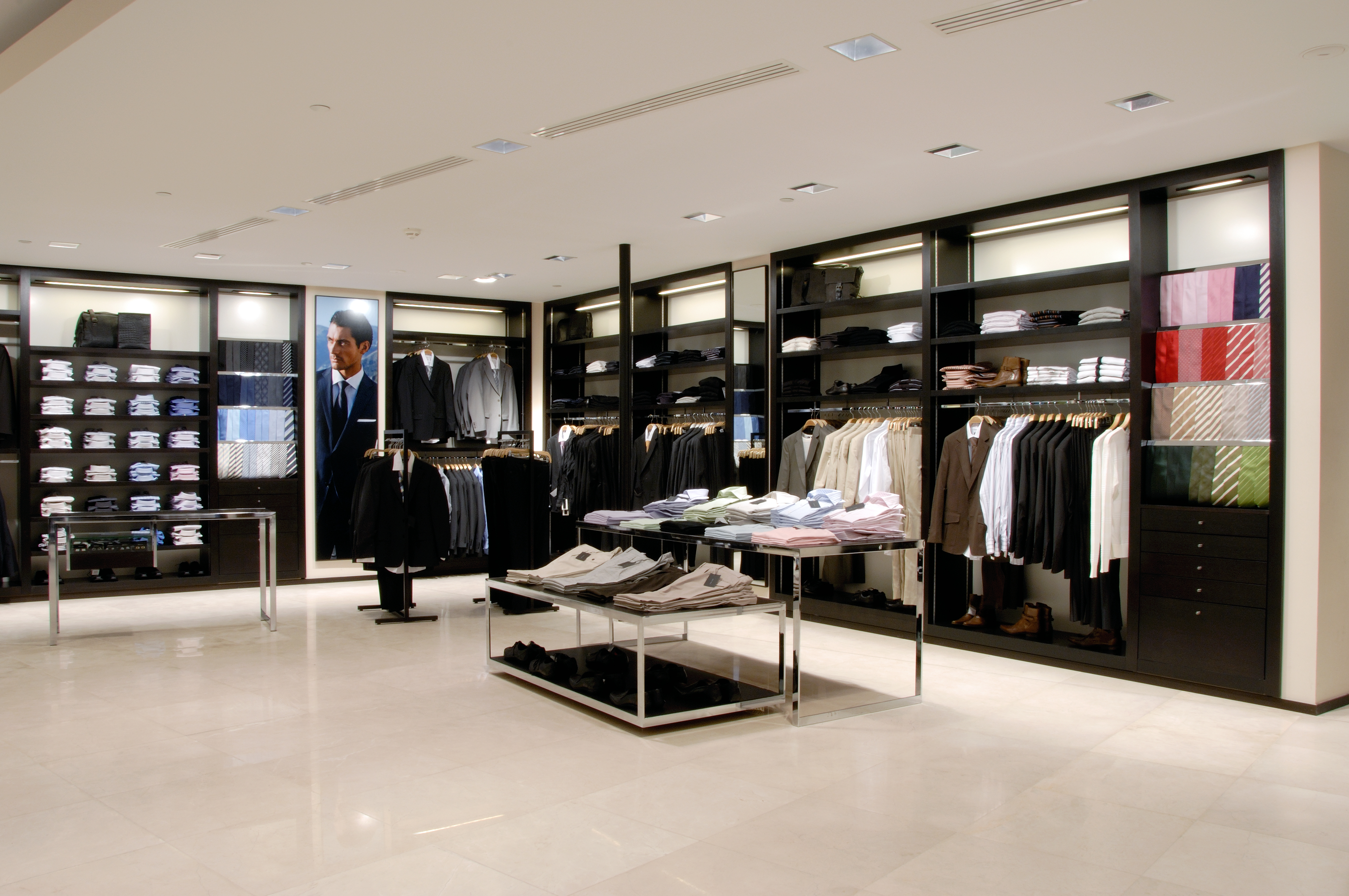
تصميم داخلي نموذجي لمتجر زارا. المير، هولندا.

مؤسس زارا، امانيكو أورتيغا (أمانسيو أورتيغا) افتتح أول متجر لزارا في عام 1975. زارا أول متجر يقع على شارع في وسط كرونا (لا كورونيا).
عند نجاح شكل زارا بدأت الشركة للتوسع وفتح المزيد من المتاجر.
Its first store featured low-priced lookalike products of popular, higher-end clothing fashions. المتجر أثبت نجاحه، وفتح أورتيغا مزيد من محلات زارا في إسبانيا. وبحلول أوائل 1980s، بدأ أورتيغا في صياغة نوع جديد من التصميم ونموذج التوزيع.اتبعت صناعة الملابس عمليات التصميم والإنتاج التي تتطلب فترات زمنية طويلة، وغالبا ما تصل إلى ستة أشهر ما بين التصميم الأولي للقطعة وبين وتسليمها لتجار التجزئة.هذا النموذج من الفعالية المحدودة والمصنعين والموزعين لمجرد اثنين أو ثلاث مجموعات كل سنة.توقع أذواق المستهلكين في وقت مبكر وعرض الصعوبات الكامنة، والمنتجين والموزعين واجهت خطر مستمر من أن تصبح مثقلة الجرد غير المباعة.
سعى اورتيغا إلى وسيلة للقضاء على هذا النموذج من خلال خلق ما وصفه ب «الموضات الفورية» التي سمحت له على الاستجابة بسرعة للتغيرات في أذواق المستهلكين والاتجاهات الآخذة في الظهور.حلم اورتيغا لم يتحقق، مع ذلك، حتى اجتمع مع خوسيه ماريا كاستالينو Castellano.خبير كمبيوتر، وكان يعمل في كاستلانو Castellano ايغون إسبانا España قسم تكنولوجيا المعلومات قبل أن يصبح المدير المالي لشركة تابعة لكوناجرا ConAgra الإسبانية. انضم كاستلان لأورتيغا في عام 1984، ومجموعة العمل على وضع نموذج التوزيع العالمية التي أحدثت ثورة في صناعة الملابس.
في ظل نظام كاستلانو المحاسبى، خفضت شركة لتصميم عملية التوزيع خلال 10 و 15 يوما.بدلا من أن يضع عبئا على تصميم المصمم الواحد، وضعت الشركة الخاصة به داخل فريق من المصممين بين أكثر من 200 بحلول نهاية 21st للقرن الذي بدأ على أساس وضع الملابس والأزياء الشعبية، في الوقت نفسه إنتاج شركة التصاميم الخاصة بها.وبهذه الطريقة، وتمكن الفريق على الفور تقريبا للرد على ظهور اتجاهات المستهلكين وكذلك لمتطلبات الشركة الخاصة بين العملاء على سبيل المثال، عن طريق إضافة جديدة لأنماط الألوان أو التصاميم الحالية. حالة الإنتاج والتخزين حاليا، فضلا عن تركيب ونظم الجرد المحوسب ربط مخازن الشركة لعدد متزايد من المصانع، لتمكين الشركة من تجنب اتخاذ المخاطر والنفقات الرأسمالية من البلدان النامية والحفاظ على دعم كبير من المخزون.
فإن الشركات الأصغر حجما وأكثر تجاوبا التي اعتمدت اسم صناعة دي Diseño Textil س، أو Inditex، في عام 1985 استحوذت على اهتمام المتسوقين الإسبان.قبل نهاية العقد الحالي، فتحت الشركة أكثر من 80 محلا لزارا في إسبانيا.شجعت عروض الأزياء الجاري للشركة، والتي تناوب تماما التجزئة رصيد كل أسبوعين شجعت الزبائن على العودة في كثير من الأحيان إلى المخازن، مع التسليم في اليوم أصبحت تعرف باسم «عين يوما» في بعض الأسواق.مع العلم بأن الملابس لن تكون متاحة لفترة طويلة كما شجعت المتسوقين لجعل عمليات الشراء على نحو أسرع.
أدى نجاح نموذج زارا في إسبانيا إلى خروج انديتكس Inditex إلى السوق الدولية في نهاية عملية 1980s.في عام 1988، وافتتحت أول شركة أجنبية في المتجر بورتو (بورتو)، والبرتغال.في السنة التالية، Inditex انتقلت انديتكس إلى الولايات المتحدة.ظل النجاح في هذا السوق بعيد المنال، مع ذلك، في بداية 2000s ، فتحت الشركة ستة مخازن الأمريكية.وهناك أكثر تقبلا لسوق زارا الشكل موجودة في فرنسا، التي Inditex دخلت في عام 1990.سرعان ما بدأت الشركة في فتح المتاجر الجديدة في مراكز المدن الكبرى في جميع أنحاء البلاد.
من خلال 1990s، Inditex أضاف دفق مستمر من الأسواق الجديدة.ودخلت الشركة في المكسيك في عام 1992، واليونان في عام 1993، وبلجيكا، والسويد في عام 1994، ومالطة في عام 1995، وقبرص في عام 1996.في أواخر 1990s، Inditex صعدت من وتيرة التوسع الدولي، بإضافة إسرائيل، والنرويج، وتركيا، واليابان (الأخيرة في مشروع مشترك مع شريك محلي) في عام 1997، ثم في عام 1998، دخلت الأرجنتين، المملكة المتحدة، وفنزويلا.في حين أن الجزء الأكبر من هذه المجموعة ظلت المتاجر التي تملكها الشركة في بعض الأسواق، مثل الشرق الأوسط، ابتداء من عام 1998، Inditex تتوسع عن طريق الانتخاب وتم توقيع اتفاقات مع شركات التوزيع المحلية.وبحلول عام 2000، أضافت Inditex آخر أو نحو ذلك من البلدان إلى مجموعة من العمليات، بما فيها ألمانيا، وهولندا، والفلبين في عام 2005، وأسواق أوروبا الشرقية بما فيها بولندا.

## زارا لمنتجات
زارا متاجر المنتجات الأساسية (7): لباس الرجل والمرأة في الملابس. اعتبارا من عام 2007، كل واحد من هذه الخطوط تتكون من 5 أقسام فرعية.هذه الأقسام الفرعية الملابس هي السفلى، وأعالي الملابس والأحذية ومستحضرات التجميل والتكملات.زارا كتالوج يشمل أيضا خطا لملابس الأطفال.حاليا على حجم المرأة الملابس يذهب إلى الولايات المتحدة بحجم 12 أو 16 أو في المملكة المتحدة بحجم كبير جدا.
مقال نشر في  Businessworldمجلة الأعمال (Businessworld) وتصف مجلة زارا الموضة الإستراتيجية على النحو التالي: "زارا كانت تقليد الموضة.فإنها قد ركزت اهتمامها على فهم بطريقة البنود التي لها
الزبائن يريدون تسليمها، بدلا من التركيز على تعزيز وتوقع الاتجاهات لألموسم من خلال عروض الازياء وقنوات تأثير مماثل، والتي عادة ما تستخدم لصناعة الموضة ".
فإنه من إنتاجه قبل بدء الموسم، 50-60 ٪ في بداية الموسم، وكانت تصنع في بقية الموسم.النسبة المئوية للمبيعات زارا markdowns كانت تتألف من 15-20 ٪.في بعض الحالات، ومخازن نفد المخزون.
زارا يقدم أكثر المنتجات من الشركات المماثلة.انها تنتج نحو 11000 متميزة البنود سنويا بالمقارنة مع عام 2000 إلى 4000 لبنود رئيسية المنافسين.ويجوز للشركة تصميم المنتجات الجديدة والسلع تامة الصنع في متاجر في أربعة أو خمسة أسابيع، بل ويمكن أن تعدل البنود الموجودة في اقل من أسبوعين.تقصير دورة حياة المنتج وسيلة لتحقيق نجاح أكبر في تلبية أفضليات المستهلكين. إذا كان التصميم لا يبيع جيدا في غضون أسبوع واحد، فإنها تسحب من المحلات التجارية، كذلك تم إلغاء الأوامر، ويتم السعى إلى تصميم جديد.لا يبقى على تصميم المصنع لأكثر من أربعة أسابيع، والتي تشجع زارا المشجعين لتكرار الزيارات.متوسط عالية الشارع متجر في إسبانيا تتوقع العملاء لزيارة ثلاث مرات في السنة.على أن ترتفع إلى 17 مرة لزارا.

## زارا مرافق الإنتاج
زارا هو التكامل الرأسي لمتاجر التجزئة.انها تصمم، وتنتج، وتوزع بنفسه. وخلافا لتجار التجزئة للملابس الممثلة في نفس السوق، فان زارا تسيطر على معظم الخطوات على سلسلة التوريد. 50 ٪ من المنتجات التي تصنع وتبيع زارا في إسبانيا، و 26 ٪ في بقية أوروبا، و 24 ٪ في البلدان الآسيوية والأفريقية وبقية العالم. في حين أن المنافسين يستعينون بمصادر خارجية للإنتاج في آسيا، تجعل زارا معظم بنود الأزياء—نصف جميع البضائع—في عشرات المصانع المملوكة للشركة في إسبانيا البرتغال (البرتغال)، لا سيما في الجاليكية (منطقة غاليسيا) وشمال البرتغال حيث اليد العاملة أرخص من معظم بلدان أوروبا الغربية.يتم الأستعانة بموردين للملابس ذات مدة الصلاحية أطول، والأساسية مثل القمصان بتكلفة منخفضة، وبصورة رئيسية في آسيا وتركيا (تركيا).

## المخازن
هناك أكثر من 1500 زارا متاجر في شتى أنحاء العالم، موزعة على النحو المبين أدناه:
| - إسبانيا : 519 محلات - فرنسا : 116 محلات - إيطاليا : 87 مخازن - البرتغال : 80 في المخازن - ألمانيا : 65 مخازن - المملكة المتحدة : 63 مخازن - المكسيك : 56 مخازن - اليونان : 52 مخازن - الولايات المتحدة : 41 مخازن - اليابان : 39 مخازن - روسيا : 30 مخازن - بلجيكا : 25 مخازن - تركيا : 25 مخازن - البرازيل : 24 مخازن - الصين : 23 مخازن - السعودية : 22 مخازن - بولندا : 20 مخازن - إسرائيل : 17 مخازن - كندا : 15 مخازن - NLD : 15 مخازن - كولومبيا : 12 مخازن - النمسا : 11 مخازن - السويد : 11 مخازن - فنزويلا : 11 مخازن - سويسرا : 10 مخازن - جمهورية أيرلندا : 9 مخازن - IDN : 8 مخازن - الأرجنتين : 7 مخازن - تشيلي : 6 مخازن - كولومبيا : 6 مخازن - الفلبين : 6 مخازن - التشيك : 5 مخازن - كوريا الجنوبية : 5 مخازن - KWT : 5 مخازن - MYS : 5 مخازن - رومانيا : 5 مخازن - SGP : 5 مخازن - قبرص : 4 مخازن - الدنمارك : 4 مخازن - فنلندا : 4 مخازن - المجر : 4 مخازن - ليتوانيا : 4 مخازن - المغرب : 4 مخازن - النرويج : 3 مخازن - سلوفينيا : 4 مخازن - تايلاند : 4 مخازن - LVA : 3 مخازن | - صربيا : 3 مخازن - البحرين : 3 مخازن - CRI : 2 مخازن - كرواتيا : 2 مخازن - إستونيا : 2 مخازن - GTM : 2 مخازن - آيسلندا : 2 مخازن - الأردن : 2 مخازن - لبنان : 2 مخازن - لوكسمبورغ : 2 مخازن - بنما : 2 مخازن - قطر : 2 مخازن - SLV : 2 مخازن - سوريا : 2 مخازن - سلوفاكيا : 2 مخازن - URY : 2 مخازن - أندورا : مخزن واحد - جمهورية الدومينيكان : مخزن واحد - هندوراس : مخزن واحد - MCO : مخزن واحد - مالطا : مخزن واحد - الجبل الأسود: مخزن واحد - سلطنة عمان : مخزن واحد - بورتوريكو: مخزن واحد - تونس : 3 مخازن - أوكرانيا: مخزن واحد - ألبانيا: مخزن واحد - مصر: 4 مخزن |

## جدل
شاركت زارا في الجدل عندما كانت واحدة من الحقائب التي توزع على متاجرهم مطرزة بتصميم الصليب المعقوف (صليب معقوف).تم سحبها بعد ذلك بقليل.بعد أسابيع فقط من هذا الحدث في أيلول / سبتمبر 2007 وضعت زارا قميصا للبيع في المتاجر في المملكة المتحدة مع Teletubby (تليتبيز) وطبع في الجبهة التي تكبدتها الشركة والرسوم القانونية لهيئة الإذاعة البريطانية في المملكة المتحدة.

## دعوات مقاطعة
في ديسمبر من عام ٢٠٢٣ اصدرت زارا مجموعة من الملابس اثارت السخط لدى المسلمين والعرب لتمثيلها الحرب على غزة بعد احداث طوفان الاقصى ، حيث قامت بعرض ملابس على شكل اكفان وتوابيت